# The Definitive NIN
The Definitive Nine Inch Nails (usualmente llamado The Definitive NIN) es una colección de grandes éxitos de Nine Inch Nails dividida en cuatro partes. Las primeras tres partes fueron originalmente lanzadas como una colección de tres discos vía BitTorrent. Estas fueron más tarde expandidas con un cuarto lanzamiento vía la aplicación nin:access de iPhone y la sección "Listen" de nin.com.

## The Definitive NIN - The Singles
The Definitive NIN - The Singles es la primera parte de la colección. Esta está registrada como SEED 02. 
El arte contenido en el torrent presenta arte hecho para la edición deluxe de The Downward Spiral. 
El disco contiene esta info:

Un álbum compilatorio presentando 20 de los singles de NIN a través de sus 18 años de historia. Una buena manera para que nuevos fans y gente que no esté familiarizada con NIN pueda adquirir algunos de los puntos altos del largo trabajo de la banda. Dos lanzamientos más de esta serie presentarán otros aspectos de NIN, creando una colección "Best Of" de tres partes. 

Este torrent incluye arte en alta resolución y un archivo html con información sobre NIN y este lanzamiento. Todos los archivos están en MP3 192kbps e incluyen arte de tapa y letras.

### Lista de temas
1. "Head Like A Hole"
2. "Down In It"
3. "Sin"
4. "Wish"
5. "Happiness In Slavery"
6. "Suck"
7. "March Of The Pigs"
8. "Closer"
9. "Hurt (Quiet)"
10. "Dead Souls"
11. "Burn"
12. "The Perfect Drug"
13. "Deep"
14. "The Day The World Went Away"
15. "We're In This Together"
16. "Into The Void"
17. "Starfuckers, Inc."
18. "The Hand That Feeds"
19. "Only"
20. "Every Day Is Exactly The Same"
21. "Survivalism"
22. "Capital G"
23. "The Good Soldier"
24. "Discipline"
25. "Echoplex"
26. "1,000,000"

- con la aplicación nin:access del iPhone y la sección "Listen" de nin.com, la lista de temas fue recientemente actualizada para incluir seis canciones más, enlistadas como temas 21-26.

## The Definitive NIN - Deep Cuts
The Definitive NIN - Deep Cuts es la segunda parte de la colección. Esta está registrada como SEED 03. 
El disco contiene esta info:

Un álbum compilatorio presentando 19 temas profundos de NIN a través de sus 18 años de historia. Una buena manera para que nuevos fans y gente que no esté familiarizada con NIN pueda adquirir algunos de los puntos altos del largo trabajo de la banda. Dos lanzamientos más de esta serie presentarán otros aspectos de NIN, creando una colección "Best Of" de tres partes. 

Este torrent incluye arte en alta resolución y un archivo html con información sobre NIN y este lanzamiento. Todos los archivos están en MP3 192kbps e incluyen arte de tapa y letras.

### Lista de temas
1. "Sunspots"
2. "Heresy"
3. "The Fragile"
4. "Terrible Lie (Live)" (de And All That Could Have Been)
5. "Piggy"
6. "Sanctified"
7. "The Frail"
8. "The Wretched"
9. "The Collector"
10. "Something I Can Never Have" (esta versión es exclusiva del torrent)
11. "All The Love In The World"
12. "No, You Don't"
13. "Physical"
14. "Home"
15. "The Big Come Down"
16. "The Becoming" (esta versión es exclusiva del torrent)
17. "Gave Up"
18. "Reptile"
19. "Getting Smaller"
20. "Me, I'm Not"
21. "Vessel"
22. "In This Twilight"
23. "Head Down"
24. "Demon Seed"

- con la aplicación nin:access del iPhone y la sección "Listen" de nin.com, la lista de temas fue recientemente actualizada para incluir cinco canciones más, enlistadas como temas 20-24.

## The Definitive NIN - Quiet Tracks
The Definitive NIN - Quiet Tracks es la tercera parte de la colección. Esta está registrada como SEED 04. 
El disco contiene esta info:

Un álbum compilatorio presentando 19 temas tranquilos y/o instrumentales de NIN a través de sus 18 años de historia. Una buena manera para que nuevos fans y gente que no esté familiarizada con NIN pueda adquirir algunos de los puntos altos del largo trabajo de la banda. Dos lanzamientos más de esta serie presentarán otros aspectos de NIN, creando una colección "Best Of" de tres partes. 

Este torrent incluye arte en alta resolución y un archivo html con información sobre NIN y este lanzamiento. Todos los archivos están en MP3 192kbps e incluyen arte de tapa y letras.

### Lista de temas
1. "A Warm Place"
2. "Something I Can Never Have (still)" (a pesar de que se diga que es de Still, esta es la versión de Pretty Hate Machine)
3. "Help Me I Am In Hell"
4. "Closer (Precursor)"
5. "Even Deeper"
6. "La Mer"
7. "Adrift And At Peace"
8. "Beside You In Time"
9. "The Day The World Went Away" (versión "Quiet", previamente disponible en el sencillo The Day The World Went Away)
10. "The Downward Spiral"
11. "The Way Out Is Through"
12. "The Fragile" (de Still)
13. "The Mark Has Been Made"
14. "The Great Below"
15. "And All That Could Have Been"
16. "Ripe (with decay)"
17. "The Persistence Of Loss"
18. "Right Where It Belongs V2" (de la edición para Japón y UK de With Teeth)
19. "Gone, Still"
20. "Another Version Of The Truth"
21. "1 Ghosts I"
22. "2 Ghosts I"
23. "5 Ghosts I"
24. "28 Ghosts IV"
25. "34 Ghosts IV"
26. "Lights In The Sky"
27. "The Four Of Us Are Dying"

- con la aplicación nin:access del iPhone y la sección "Listen" de nin.com, la lista de temas fue recientemente actualizada para incluir ocho canciones más, enlistadas como temas 20-27.

## The Definitive NIN - Heavy Tracks
The Definitive NIN - Heavy Tracks es la cuarta y última parte de la colección. Esta fue recientemente lanzada vía la aplicación nin:access del iPhone y la sección "Listen" de nin.com. Este es el único lanzamiento de The Definitive NIN que no recibe un número seed. 
El disco contiene esta info:

Un álbum compilatorio presentando 23 temas duros y/o pesados de NIN a través de sus veinte años de historia. Una buena manera para que nuevos fans y gente que no esté familiarizada con NIN pueda adquirir algunos de los puntos altos del largo trabajo de la banda.

### Lista de temas
1. "Last"
2. "Letting You"
3. "You Know What You Are?"
4. "No, You Don't"
5. "Survivalism"
6. "All The Pigs, All Lined Up"
7. "Wish"
8. "Starfuckers, Inc."
9. "Burn"
10. "1,000,000"
11. "Gave Up"
12. "Vessel"
13. "The Collector"
14. "Terrible Lie"
15. "Fist Fuck"
16. "Suck"
17. "Head Like A Hole"
18. "8 Ghosts I"
19. "31 Ghosts IV"
20. "Hyperpower!"
21. "Happiness In Slavery"
22. "Mr. Self Destruct"
23. "Pilgrimage"

- Datos: Q6144354